# De yakuza a amo de casa
De yakuza a amo de casa, conocido en japonés como Gokushufudo (極主夫道 lit. El camino del amo de casa?), es un manga escrito e ilustrado por Kōsuke Ōno, publicado en la revista Kurage Bunch desde 2018 y recopilado por Shinchōsha en 15 volúmenes tankōbon. La serie sigue a un ex yakuza de alto rango que se retira del crimen para convertirse en «amo de casa».
La serie fue adaptada a un drama japonés en acción real por Nippon TV en 2020.
Una adaptación a serie anime en formato ONA producida por  J.C.Staff, se estrenó en abril de 2021 en Netflix, Una segunda temporada se estrenó el 1 de enero de 2024.

## Argumento
Tatsu, un sanguinario y temido yakuza apodado el «Dragón Inmortal» (不死身の龍 Fujimi no ryū?), se retiró del crimen para convertirse en un amo de casa y apoyar a su esposa Miku, quien es una asalariada. La serie muestra su vida cotidiana con una variedad de escenarios cómicos, en los que el trabajo doméstico de Tatsu como amo de casa, en el cual destaca de forma impresionante, se yuxtapone con su personalidad y apariencia intimidantes y sus frecuentes encuentros con antiguos asociados y rivales yakuza.

## Personajes
Tatsu (龍?)
 Seiyū: Kenjirō Tsuda (video promocional y anime)
El protagonista de la serie. Un exyakuza que aplica la habilidad y la intensidad que poseía como mafioso a las tareas domésticas y del hogar como amo de casa. Aun viste y actúa como matón, lo que en ocasiones causa malentendidos ya que suele usar la jerga yakuza para referirse a labores hogareñas, dando sin intención un doble sentido a sus palabras o acciones como llevar las compras en un maletín de aluminio, intentar sobornar policías con cupones de descuento, llevar hierbas aromáticas o harina en pequeñas bolsas transparentes o referirse a ingredientes como "la mercancía" aunque él es incapaz de darse cuenta de todo esto.
Anteriormente era conocido por su salvajismo y ser insuperable en la lucha, se menciona que incluso acabó con un grupo rival solo con un tubo de metal, sin embargo él mismo señala que desde que conoció a Miku desechó todo eso y solo desea apoyarla como su marido. A pesar de su apariencia intimidante, es completamente inofensivo y no se envuelve en peleas o violencia. Y al mismo tiempo es un absoluto experto en toda clase de artes hogareñas.
Miku (美久?)
 Seiyū: Maaya Sakamoto (video promocional) Shizuka Itō (anime)
Esposa de Tatsu, una diseñadora centrada en su carrera con una fuerte ética de trabajo. Es secretamente una otaku amante de los programas Magical girl y los productos derivados. Es un desastre en las labores del hogar, siendo el estereotipo del personaje incapaz de cocinar algo comestible o inofensivo. Una noche encontró a Tatsu herido en un callejón tras derrotar a otro grupo y lo llevó a su apartamento, a partir de ese momento Tatsu abandonó su vida criminal y, ya que carece de estudios o preparación, decidió ser el amo de casa mientras ella es quien trabaja, dedicando toda la lealtad que profesaba a su jefe y su grupo a Miku y las labores del hogar.
Aunque Miku luce como una joven común y delicada posee una fuerza y habilidad de lucha que la convierte en la única persona capaz de golpear y reducir sin esfuerzo a Tatsu.
Masa (雅?)
 Seiyū: Kenichi Suzumura (video promocional) Kazuyuki Okitsu (anime)
Un subordinado de la antigua pandilla de Tatsu. Según Masa, tras la salida de Tatsu el grupo yakuza al que pertenecían cayó en decadencia y sus rivales comenzaron a apoderarse de su territorio. Originalmente se había molestado al ver que Tatsu no tenía interés en volver a su antigua vida, pero tras ver la dedicación que su antiguo superior profesaba razonó que el camino del yakuza y el del amo de casa debían ser similares por lo que decidió permanecer cerca suyo para aprender más al respecto y a menudo acaba ayudando a Tatsu en sus tareas y diligencias.
Torajiro (虎二郎?)
 Seiyū: Yoshimasa Hosoya (video promocional)
Un exyakuza que al igual que Tatsu tenía fama de sanguinario y era famoso por su estilo de pelea a puño limpio. Tatsu desmanteló su pandilla mientras estaba en prisión y ahora posee un camión de comida donde vende crepes y bebidas de tapioca, su actitud es muy similar a la del protagonista, conociendo mucho respecto a la preparación de los dulces de moda y las preferencias de las adolescentes sobre comida rápida pero manteniendo su apariencia y jerga de yakuza.
Torii Hibari (酉井雲雀役?)
 Seiyū: Atsuko Tanaka
Es la jefa del clan Torii, un grupo yakuza que fue desarticulado recientemente; aun así sus subalternos le guardan lealtad y continúan a su lado. Después de la desintegración del clan Torii, tomó un trabajo en una tienda de comestibles para mantener un flujo de ingresos, pero al igual que Tatsu y los otros yakuzas retirados conserva su lenguaje y tono amenazante; siempre viste los kimonos coloridos y peinados típicamente asociados a las mujeres yakuza de alto rango. Ella está luchando por adaptarse a este entorno en el que brinda un servicio, en lugar de recibirlo. A pesar de eso, todos la respetan, incluso Tatsu.
Grupo Kumasan (くまさん一家?)
Un grupo yakuza con sede cerca del barrio donde vive Tatsu. Aunque se mueven en grupo junto a su jefe y tienen una apariencia intimidante suelen ser inofensivos y disfrutan involucrarse en las actividades comunitarias del vecindario o relajarse en los espacios públicos por lo que Tatsu y las dueñas de casa de la junta vecinal han jugado partidos de voleyball con ellos o compartido en los parques cercanos.
Gin (銀役?)
 Seiyū: Mao Ichimichi
Es un gato doméstico propiedad de Miku y Tatsu. Le encanta escabullirse y explorar el vecindario, hacer nuevos amigos y hablar con otros animales. Tatsu lo considera el tercero en jerarquía por debajo de Miku y él (en ese orden) y por encima de los electrodomésticos.

## Medios

### Manga
En Japón, el manga fue publicado inicialmente en la revista en línea Kurage Bunch como una serie limitada de cinco capítulos, pero se hizo lo suficientemente popular como para ser serializado. En Norteamérica, Viz Media anunció que había adquirido los derechos para publicar una traducción al inglés de la serie en febrero de 2019, cuyo primer volumen se publicó en septiembre de ese año. Editorial Ivrea anunció la licencia de la serie para España durante el XXV Salón del Manga de Barcelona, con la publicación del primer volumen prevista originalmente para diciembre de 2019, pero retrasada hasta febrero de 2020. Posteriormente, a través de un live por redes sociales la editorial anunció que también publicarían la serie en Argentina, la cual comenzó a publicarse el 4 de diciembre de 2020.
| N.º | Fecha de lanzamiento    | ISBN original          | Fecha de lanzamiento en español | ISBN en español        |
| --- | ----------------------- | ---------------------- | ------------------------------- | ---------------------- |
| 1   | 8 de agosto de 2018     | ISBN 978-4-10-772104-4 | 13 de febrero de 2020           | ISBN 978-84-18172-57-1 |
| 2   | 7 de diciembre de 2018  | ISBN 978-4-10-772137-2 | 4 de junio de 2020              | ISBN 978-84-18271-20-5 |
| 3   | 8 de junio de 2019      | ISBN 978-4-10-772191-4 | 2 de julio de 2020              | ISBN 978-84-18271-63-2 |
| 4   | 9 de diciembre de 2019  | ISBN 978-4-10-772238-6 | 1 de octubre de 2020            | ISBN 978-84-18450-20-4 |
| 5   | 9 de junio de 2020      | ISBN 978-4-10-772291-1 | 12 de noviembre de 2020         | ISBN 978-84-18562-01-3 |
| 6   | 9 de noviembre de 2020  | ISBN 978-4-10-772338-3 | 29 de abril de 2021             | ISBN 978-84-18751-13-4 |
| 7   | 9 de marzo de 2021      | ISBN 978-4-10-772368-0 | 20 de enero de 2022             | ISBN 978-84-19010-09-4 |
| 8   | 9 de septiembre de 2021 | ISBN 978-4-10-772419-9 | 3 de marzo de 2022              | ISBN 978-84-19185-52-5 |
| 9   | 9 de marzo de 2022      | ISBN 978-4-10-772482-3 | 6 de octubre de 2022            | ISBN 978-84-19531-44-5 |
| 10  | 7 de julio de 2022      | ISBN 978-4-10-772516-5 | 7 de diciembre de 2022          | ISBN 978-84-19600-68-4 |
| 11  | 7 de enero de 2023      | ISBN 978-4-10-772562-2 | 11 de mayo de 2023              | ISBN 978-84-19869-04-3 |
| 12  | 7 de julio de 2023      | ISBN 978-4-10-772619-3 | 14 de diciembre de 2023         | ISBN 978-84-10113-60-2 |
| 13  | 8 de diciembre de 2023  | ISBN 978-4-10-772672-8 | 13 de junio de 2024             | ISBN 978-84-10350-78-6 |
| 14  | 9 de mayo de 2024       | ISBN 978-4-10-772714-5 | 28 de noviembre de 2024         | ISBN 979-1-387-54710-3 |
| 15  | 8 de enero de 2025      | ISBN 978-4-10-772788-6 | —                               |                        |
| 16  | 9 de octubre de 2025    | ISBN 978-4-10-772878-4 | —                               |                        |

### Videos promocionales
Se han producido múltiples videos cómicos promocionales para promover el lanzamiento de los volúmenes tankōbon de la serie. Los videos muestran a Kenjirō Tsuda como la voz de Tatsu, Kenichi Suzumura como la voz de Masa y Yoshimasa Hosoya como la voz de Torajiro.
En diciembre de 2019, se produjo un video promocional de acción en vivo que adapta escenas del manga para conmemorar las 1,2 millones de copias impresas de la serie. El video es protagonizado por Tsuda repitiendo su papel de Tatsu y Maaya Sakamoto como Miku, y codirigido por Tsuda y Hayato Yazaki.